# Virgin Islands March
Virgin Islands March (Marcha de las Islas Vírgenes) es una canción patriótica que se considera el himno nacional de las Islas Vírgenes de los Estados Unidos. La canción fue compuesta por la Banda Naval y el nativo Alton Adams en la década de 1920. Sirvió como himno no oficial de las islas hasta 1963 cuando fue oficialmente reconocido por el Cuerpo Legislativo.
Las Islas Vírgenes, al ser un territorio insular de los Estados Unidos, el himno nacional sigue siendo el de los Estados Unidos, es decir, “The Star-Spangled Banner” Sin embargo, durante los eventos deportivos internacionales se usa la "Marcha de las Islas Vírgenes".
La canción, en sí, es una marcha marcial enérgica, que consiste en una sección instrumental introductoria seguida de una melodía muy alegre. En 2008, El reportero del periódico británico The Guardian, Alex Marshall, lo comparó favorablemente con algunos himnos nacionales, sugiriendo que era una reminiscencia de la música de la película de 1964, Mary Poppins.

## Letra eninglés
All hail our Virgin Islands.
Em'ralds of the sea,
Where beaches bright with coral sand
And trade winds bless our native land.
All hail our Virgin Islands,
Bathed in waters blue,
We give our loyalty,
Full to thee,
And pledge allegiance forever true.
To thee our Virgin Islands,
Loving voices raise
A song in praise of brotherhood,
Where right makes might to fight for good.
To thee our Virgin Islands,
Haven of the free,
We sing our love to thee,
Joyously,
Our own fair islands of liberty.
March on oh Virgin Islands,
In the joyful throng,
Uphold the right and right the wrong
Where only peace and love belong.
March on oh Virgin Islands,
Democratic land.
Together hand in hand,
Take your stand,
Forever soldiers in freedom's band.
God bless our Virgin Islands,
Humbly now we pray,
Where all mankind can join today
In friendly warmth of work and play.
God bless our Virgin Islands,
Beautiful and tall.
Beneath a sunny sky,
Hilltops high
Hold out a welcome for one and all.

## Letra enespañol
Alabad nuestras Islas Vírgenes.
Esmeraldas del mar,
Donde las playas brillan con arena de coral
Y los vientos alisos bendicen nuestra tierra natal.
Alabad nuestras Islas Vírgenes,
Bañadas por el azul del mar,
Damos nuestra lealtad,
Lleno para ti,
Y promete lealtad para siempre.
Para ti, nuestras Islas Vírgenes,
Las voces amorosas se levantan,
Una canción en alabanza a la hermandad,
Donde el derecho hace poder para luchar por el bien.
Para ti, nuestras Islas Vírgenes,
Refugio de los libres,
Te cantamos nuestro amor,
Con alegría,
Nuestras propias islas de libertad.
Marchad, Oh Islas Vírgenes,
En la multitud alegre,
Aferrar lo correcto y lo correcto, lo incorrecto
Donde solo pertenecen la paz y el amor.
Marchad, Oh Islas Vírgenes,
Tierra democrática.
Juntos de la mano,
Toma tu posición,
Soldados para siempre en la banda de la libertad.
Dios bendiga nuestras Islas Vírgenes,
Humildemente te rogamos,
Donde toda la humanidad puede unirse hoy
En una cálida cálida de trabajo y juego.
Dios bendiga nuestras Islas Vírgenes,
Hermoso y alto.
Bajo un cielo soleado,
Colinas altas,
Da la bienvenida a todos y cada uno.